# Seku Conneh
Seku Conneh (Voinjama, 10 november 1995) is een Liberiaans-Nederlands voetballer die doorgaans speelt als spits. In december 2022 verliet hij Monterey Bay. Conneh maakte in 2015 zijn debuut in het Liberiaans voetbalelftal.

## Clubcarrière
Conneh speelde bij Elinkwijk en werd opgenomen in de opleiding van Ajax. Via RKC Waalwijk kwam hij later bij Almere City terecht. In de zomer van 2014 maakte hij samen met Christopher van der Aat, Mitchell Elshot en Jordy ter Borgh de overstap van Almere naar Fortuna Sittard. Zijn debuut voor de Limburgse club maakte hij op 8 augustus 2014, toen met 0–1 gewonnen werd op bezoek bij Helmond Sport. Conneh begon in de basis en werd zeventien minuten voor tijd gewisseld voor Dion Watson.
Uiteindelijk speelde hij vijfendertig competitiewedstrijden voor Fortuna Sittard, voordat hij in augustus 2015 een contract tekende bij FC Oss. Hij tekende een contact tot medio 2017, met een optie van nog een jaar. Nadat hij in november al enige weken disciplinair geschorst was, werd zijn contract per eind 2015 ontbonden. In februari 2016 ging hij voor de nieuwe Amerikaanse club Bethlehem Steel spelen die dat jaar debuteert in de United Soccer League.
In januari 2018 ging hij naar het Zuid-Koreaanse Ansan Greeners dat uitkomt in de K League 2. Conneh liep in januari 2019 een kruisbandbeschadiging op en zijn contract werd voorafgaand aan het seizoen 2019 ontbonden. Hij vervolgde zijn loopbaan in Servië bij FK Vojvodina. Daar werd per juli 2019 zijn nog een seizoen doorlopend contract ontbonden. In 2020 speelt Conneh wederom in de Verenigde Staten voor Las Vegas Lights in de USL Championship.
Conneh was in 2021 actief op IJsland voor ÍBV, voordat hij een jaar later terugkeerde hij naar de Verenigde Staten bij Monterey Bay in de USL Championship. Tot september 2024 had Conneh geen club, voor hij bij Koninklijke HFC terugkeerde in Nederland.

## Clubstatistieken
| Seizoen | Club             | Competitie       | Competitie | Competitie | Beker | Beker | Internationaal | Internationaal | Totaal | Totaal |
| Seizoen | Club             | Competitie       | Wed.       | Dlp.       | Wed.  | Dlp.  | Wed.           | Dlp.           | Wed.   | Dlp.   |
| ------- | ---------------- | ---------------- | ---------- | ---------- | ----- | ----- | -------------- | -------------- | ------ | ------ |
| 2014/15 | Fortuna Sittard  | Eerste divisie   | 35         | 9          | 2     | 3     | —              | —              | 37     | 12     |
| 2015/16 | FC Oss           | Eerste divisie   | 10         | 2          | 1     | 0     | —              | —              | 11     | 2      |
| 2016    | Bethlehem Steel  | USL              | 18         | 2          | 0     | 0     | —              | —              | 18     | 2      |
| 2017    | Bethlehem Steel  | USL              | 26         | 10         | 0     | 0     | —              | —              | 26     | 10     |
| 2018    | Ansan Greeners   | K League 2       | 26         | 2          | 0     | 0     | —              | —              | 26     | 2      |
| 2018/19 | FK Vojvodina     | Superliga        | 3          | 0          | 1     | 0     | —              | —              | 4      | 0      |
| 2020    | Las Vegas Lights | USL Championship | 2          | 0          | 0     | 0     | —              | —              | 2      | 0      |
| 2021    | ÍBV              | 1. deild karla   | 11         | 2          | 1     | 0     | —              | —              | 12     | 2      |
| 2022    | Monterey Bay     | USL Championship | 23         | 3          | 0     | 0     | —              | —              | 23     | 3      |
| 2024/25 | Koninklijke HFC  | Tweede divisie   | 4          | 1          | 0     | 0     | —              | —              | 4      | 1      |
| Totaal  | Totaal           | Totaal           | 158        | 31         | 5     | 3     | 0              | 0              | 163    | 34     |

Bijgewerkt op 25 december 2024.

## Interlandcarrière
Op 17 november 2015 maakte Conneh zijn debuut in het Liberiaans voetbalelftal als invaller na drieënzeventig minuten voor William Jebor in de WK 2018-kwalificatiewedstrijd in en tegen Ivoorkust (3–0 nederlaag).